# Liste der Staatsoberhäupter 106
Übersicht
◄◄ | ◄ | 102 | 103 | 104 | 105 | Liste der Staatsoberhäupter 106 | 107 | 108 | 109 | 110 | ► | ►►

Weitere Ereignisse

## Afrika
- Aksumitisches Reich
  - König: s. Aksumitisches Reich

- Reich von Kusch
  - König: Teqerideamani I. (90–114)

- Römisches Reich
  - Provincia Romana Aegyptus
    - Präfekt: Gaius Vibius Maximus (103–107)

## Asien
- Armenien
  - König: Sanatrukes (75–110)

- China
  - Kaiser: Han Hedi (88–106)
  - Kaiser: Han Shangdi (106)
  - Kaiser: Han Andi (106–125)

- Iberien (Kartlien)
  - König: Mirdat I. (58–106)
  - König: Amazasp I. (106–116)

- Indien
  - Shatavahana
    - König: Sivasvhati (bis 106)
    - König: Gautamiputra Sātakarni (106–130)

- Japan (Legendäre Kaiser)
  - Kaiser: Keikō (71–130)

- Korea
  - Baekje
    - König: Giru (77–128)

  - Gaya
    - König: Suro (42–199?)

  - Silla
    - König: Pasa von Silla (80–112)

- Kuschana
  - König: Kanischka I. (100–126)

- Nabataea
  - König: Rabbel II. (70–106)

- Osrhoene
  - König: Sanatruk (91–109)

- Partherreich
  - Schah (Großkönig): Pakoros II. (78–115)

- Römisches Reich
  - Provincia Romana Syria
    - Legatus: Aulus Cornelius Palma Frontonianus (104–108)

## Europa
- Bosporanisches Reich
  - König: Sauromates I. (93/94–123/124)

- Dakien
  - König: Decebalus (85–106)

- Iberien
  - König: Azork  (87–106)
  - König: Amazasp I. (106–116)

- Römisches Reich
  - Kaiser: Trajan (98–117)
    - Konsul: Lucius Ceionius Commodus (106)
    - Konsul: Sextus Vettulenus Civica Cerialis (106)
    - Suffektkonsul: Lucius Minicius Natalis (106)
    - Suffektkonsul: Quintus Licinius Silvanus Granianus Quadronius Proculus (106)

  - Provincia Romana Dacia
    - Legat: Iulius Sabinus (106–109)